# A 42-es
A 42-es (eredeti cím: 42) 2013-ban bemutatott amerikai életrajzi-sportfilm, amely Jackie Robinson baseball-játékosról szól, az első olyan fekete sportolóról, aki a Major League Baseball (MLB) csapatban játszott a modern korszakban. A film rendezője és forgatókönyvírója Brian Helgeland, a főszerepben Chadwick Boseman, mint Robinson. További szereplők Harrison Ford, Nicole Beharie, Christopher Meloni, André Holland, Lucas Black, Hamish Linklater és Ryan Merriman. A film címe Robinson mezszámára utal.
A 42-est 2013. április 12-én mutatták be az Amerikai Egyesült Államok mozijaiban. Magyarországon DVD-n jelent meg szinkronizálva.
A film általánosságban pozitív értékeléseket kapott a kritikusoktól, akik dicsérték Boseman és Ford teljesítményét, viszont kritizálták a film történelmi pontatlanságait. Ennek ellenére a film kereskedelmi sikert aratott, 40 millió dolláros gyártási költségvetéssel 97,5 millió dollárt gyűjtött.

## Szereplők
| Szerep               | Színész            | Magyar hang      |
| -------------------- | ------------------ | ---------------- |
| Jackie Robinson      | Chadwick Boseman   | Pál András       |
| Branch Rickey        | Harrison Ford      | Csernák János    |
| Wendell Smith        | André Holland      | Welker Gábor     |
| Leo Durocher         | Christopher Meloni | Sarádi Zsolt     |
| Red Barber           | John C. McGinley   | Kálid Artúr      |
| Clyde Sukeforth      | Toby Huss          | Seress Zoltán    |
| Pee Wee Reese        | Lucas Black        | Polgár Péter     |
| Ben Chapman          | Alan Tudyk         | Géczi Zoltán     |
| Rachel Isum Robinson | Nicole Beharie     | Bánfalvi Eszter  |
| Dixie Walker         | Ryan Merriman      | Horváth Illés    |
| Ralph Branca         | Hamish Linklater   | Gacsal Ádám      |
| Harold Parrott       | T. R. Knight       | Molnár Áron      |
| Mr. Brock            | James Pickens Jr.  | Cs. Németh Lajos |

## Házimozi-kiadás
A 42-es 2013. július 16-án jelent meg DVD-n és Blu-ray-n az Amerikai Egyesült Államokban, 2014. február 3-án pedig az Egyesült Királyságban.